# Windsurfing

Windsurfing

Windsurfing je sport, při kterém jezdec na dva až čtyři metry dlouhém prkně využívá pomocí plachty sílu větru k pohybu po vodní hladině. Jedná se v podstatě o spojovací článek surfingu a jachtingu. Na rozdíl od plachetnice je ale stěžeň plachty připevněn k plováku pomocí ohebného kloubu, což umožňuje jezdci téměř libovonou manipulaci s oplachtěním, a tím i řízení směru plavby ve výtlačné jízdě. Při vyšších rychlostech se plovák dostává do skluzu a je jej možné řídit pouhým nakláněním podobně jako na skateboardu.
V metonymicky přeneseném významu, třebaže je v rozporu s anglickou etymologií, se v češtině windsurfing někdy (spíše mezi laiky) říká i celému plavidlu, tedy plováku s plachtou.
Windsurfing ale není jen sport.[zdroj?] Pro mnoho lidí je i životním stylem a názorem na svět, daným nekonečným obzorem nových zážitků, možností zlepšování vlastních schopností a pocitem dokonalého spojení s přírodou a vodní hladinou.
Přestože historie windsurfingu nesahá příliš daleko do minulosti, již se stal olympijským sportem a rozvinul se do velkého množství podob. Windsurfing může být vším od pokojného klouzání po hladině, přes rychlostní závody, freestylové triky, až po jízdu v příboji s patnáctimetrovými skoky a dvojitými salty.

## Plováky

Windsurfing

### Rozdělení
- Beginner
- Freeride
- FreeMove
- Freewave (Freestylewave)
- SuperX
- Wave
- Freestyle
- Racing
- Racing longboards
- Formula Windsurfing Class
- Slalom

## Rekordy
Francouzský windsurfař Antoine Albeau dosáhl 5. března 2008 průměrné rychlosti 49,09 uzlů (90,91 km/h) na trati dlouhé 500 metrů v Saintes-Maries-de-la-Mer ve Francii. V listopadu 2012 tento výkon na kanálu Lüderitz v Namibii zlepšil na 52,05 uzlů (96,34 km/h). Při tom dosáhl maximální rychlosti 54,10 uzlů a jako první tak na windsurfingu překonal 100 km/h (přesně 100,19 km/h). Nejrychlejší windsurfer na otevřené vodě je od 2. června 2015 Hans Kreisel, který dosáhl rychlosti 100,2 km/h.

## Soutěžní disciplíny
V windsurfingu se soutěží v těchto disciplínách (ponecháno anglické názvosloví):
- Olympic Windsurfing Class
- Formula Windsurfing Class
- Slalom
- Super X
- Speed Racing
- Freestyle
- Wave